# Suore della Santissima Trinità

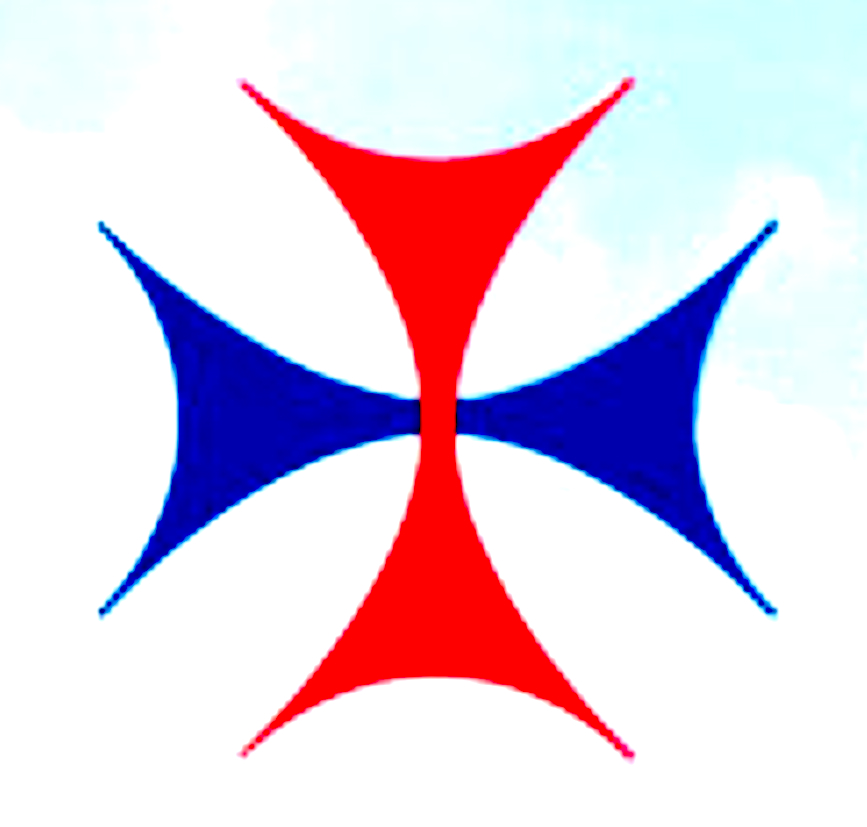
Croce ufficiale dell'istituto delle suore trinitarie

Le Suore della Santissima Trinità (in francese Sœurs Trinitaires de Valence) sono un istituto religioso femminile di diritto pontificio: le suore di questa congregazione pospongono al loro nome la sigla C.S.S.T.

## Storia
Le origini della congregazione risalgono al 1660, quando quattro giovani donne ottennero da François-Paul de Neufville de Villeroy, arcivescovo di Lione, il permesso di vivere in comunità e di aprire una scuola a Saint-Nizier-de-Fornas. Nel 1676 il sodalizio adottò la regola dei trinitari riformati di Spagna.
Nel 1685 le religiose accettarono di assistere gli ammalati nell'ospedale di Valence e vi stabilirono la loro sede principale. Disperse durante la Rivoluzione, le suore si riorganizzarono e ottennero il riconoscimento civile il 16 luglio 1810: sono aggregate all'ordine della Santissima Trinità dal 15 ottobre 1847.
La prima filiale all'estero venne aperta in Algeria nel 1840: agli inizi del XX secolo, a causa delle leggi anticongregazioniste, le trinitarie di Valence trasferirono le loro comunità in Inghilterra, Svizzera, Belgio e Italia.

## Attività e diffusione
Le trinitarie di Valence prestano il loro servizio in scuole, orfanotrofi, cliniche, dispensari, case di riposo, centri di accoglienza e parrocchie.
Sono presenti in Africa (Camerun, Repubblica del Congo, Gabon, Madagascar), nelle Americhe (Canada, Colombia, Perù), in Asia (Corea del Sud, Cina, Filippine) e in Europa (Regno Unito, Belgio, Spagna, Francia, Italia, Svizzera); la sede generalizia è a Lione.
Alla fine del 2008 la congregazione contava 325 religiose in 52 case.